# Joan Casso
Joan Casso, o Jean Cassou (Deusto, Bilbao, País Basc, 9 de juliol de 1897 - París, França, 16 de gener de 1986) fou un escriptor, poeta, narrador, assagista, traductor, historiador, crític literari i crític d'art francès nascut al País Basc.
Fill de pare francès i mare andalusa, es traslladà a França amb la seva família quan encara no havia complert un any. Allà, s'educà i va rebre ben aviat una àmplia formació humanística que va despertar la seva vocació literària i la seva sensibilitat artística, i també la seva dedicació a l'estudi de la literatura, la història i la cultura hispana. A França, durant tota la seva vida, va exercir un important paper en la divulgació de la literatura espanyola com a crític, assagista, traductor i historiador. A principis dels anys vint s'inicià també com a crític literari.
Entre les seves publicacions, destaquen alguns assajos crítics tan rellevants com els titulats Cervantes (1928), Vie de Philippe II (1929) i Panorama de la littérature espagnole contemporaine (1929). Durant els anys vint, Jean Cassou també es donà a conèixer com a escriptor, gràcies a la publicació d'algunes novel·les com Éloge de la folie (1925) i La clef des songes (1928). La seva producció narrativa s'incrementà amb títols com Les massacres de Paris (1935), Li bel automne (1950), Le livre de Lazare (1955), Le temps d'aimer (1959) i Dernières pensées d'un amoureux (1962). Finalment, d'entre les seves darreres novel·les, que es dirigiren cap al corrent psicoanalític que dominà bona part de la creació europea i americana durant el segle xx, destaca Li voisinage des cavernes (1971). Publicà Encyclopédie du symbolisme (1979). També destacà com a crític d'art, amb obres com Le Gréco (1931), Picasso (1940, 1958) o Panorama des arts plastiques contemporains (1960).
La seva casa de la parisenca rue du Figuier es convertí en un dels punts més animats de l'hispanisme francès d'entreguerres, amb la trobadas d'una enorme llista d'amics i intel·lectuals del moment, com Rafael Alberti, María Blanchard, Manuel Altolaguirre Bolín, Georges Braque, Manuel Azaña, Corpus Barga, Julio i Jorge Guillén, Ramón Gómez de la Serna, Max Aub, María Teresa León, Pedro Salinas o Unamuno, escriptor aquest darrer a qui Cassou admirava profundament i la deportació del qual faria que les seves postures estètiques passessin a ser ètiques.
Políticament, donaria suport a la Segona República espanyola i al Front Popular, primer, i es manifestaria després contra el Govern col·laboracionista francès de Vichy i l'ocupació nazi, i s'encarregà, més endavant, de coordinar les forces militars de la Resistència francesa al Llenguadoc.
En el terreny professional, Cassou, va ser un escriptor primerenc que, com a crític, s'encarregà de la crònica de les lletres espanyoles durant deu anys a la prestigiosa revista Mercure de France, i que el 1918 va fundar la revista Les Lettres Parisiennes. Va exercir un important paper com a traductor al francès d'autors hispans, com Unamuno, Eugeni d'Ors i Blasco Ibáñez, Gómez de la Serna, Pérez de Ayala, Cervantes o Lope de Vega, i en art va escriure regularment sobre els seus contemporanis, especialment sobre els autors hispans de l'Escola de París.
Havent ingressat a l'administració de Belles Arts el 1931, el 1945 fou nomenat Conservador cap de Musée National d'Art Moderne de París el 1945, càrrec que ocupà entre els anys 1946 i 1964.
La biblioteca personal de Cassou forma part dels fons de la Biblioteca i Centre de Documentació del Museu Reina Sofia.
L'11 de juliol de 1997, l'Ajuntament de Bilbao homenatjà a Jean Cassou en el centenari del seu naixement. L'escultura, abstracta en pedra i marbre, és obra de Bernat Vidal. L'obra és un paral que emergeix d'un bloc de marbre sense desbastar, i té la seva ubicació als jardins de Botica Vieja, a Deusto.
Després de participar en la seva creació al costat d'altres intel·lectuals, es va convertir en el primer president de l'Institut d'Estudis Occitans.